# أشبور أسود
الأشبور الأسود أو الكاراكارا الأسود (الإسم العلمي:Daptrius ater)، هو نوع يتبع أسرة الكاراكارا من فصيلة الصقريات. يُعتبر هذا النوع أصنوفة أحادية الطراز، يستوطن أمريكا الجنوبية.